# Fra Bartolomeo
Fra Bartolomeo, al secolo Baccio della Porta (Sofignano, 28 marzo 1472 – Firenze, 31 ottobre 1517), è stato un pittore italiano, frate domenicano.

## Biografia

### Origini e formazione

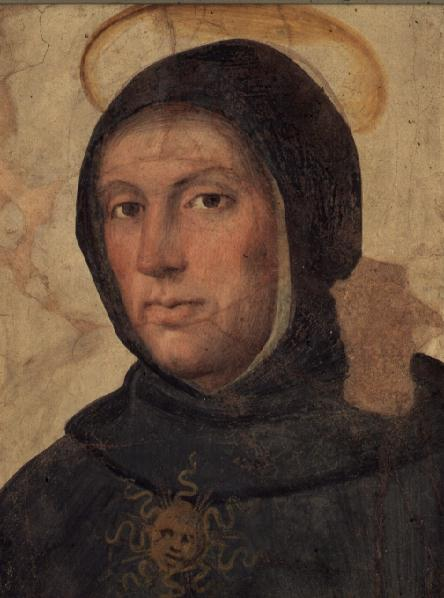
Ritratto di san Tommaso d'Aquino

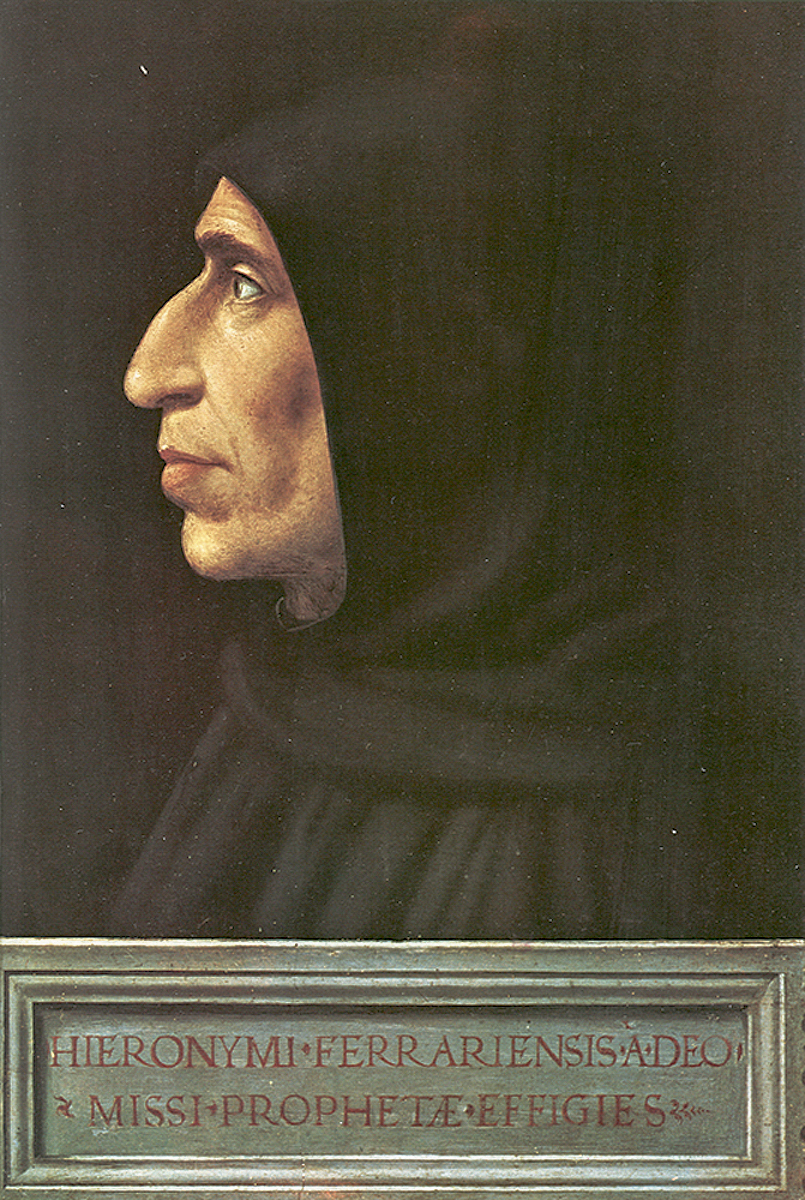
Ritratto di Girolamo Savonarola, 1498 circa

Figlio di Paolo di Jacopo, mulattiere e carrettiere (di qui il nome di Bartolomeo di Paolo di Jacopo "del Fattorino") nasce a Sofignano di Prato, 28 marzo 1472 e visse dal 1478 nella casa fiorentina in Porta San Pier Gattolini, da cui gli venne anche il nome di Baccio della Porta.
Nel 1483 o 1484, su raccomandazione di Benedetto da Maiano, entrò a far parte della bottega di Cosimo Rosselli, dove conobbe anche Piero di Cosimo. Scrisse Vasari:
Si trova menzionato per la prima volta in un documento del 1485, insieme con Cosimo Rosselli, relativo a un pagamento effettuato dalle monache di Sant'Ambrogio per un affresco eseguito da Cosimo. Insieme con Mariotto Albertinelli lasciò la bottega nel 1490 o 1491 per iniziare una reciproca collaborazione, interrotta momentaneamente nel 1493 e ripresa l'anno successivo.

### Prime opere e contatti con Savonarola

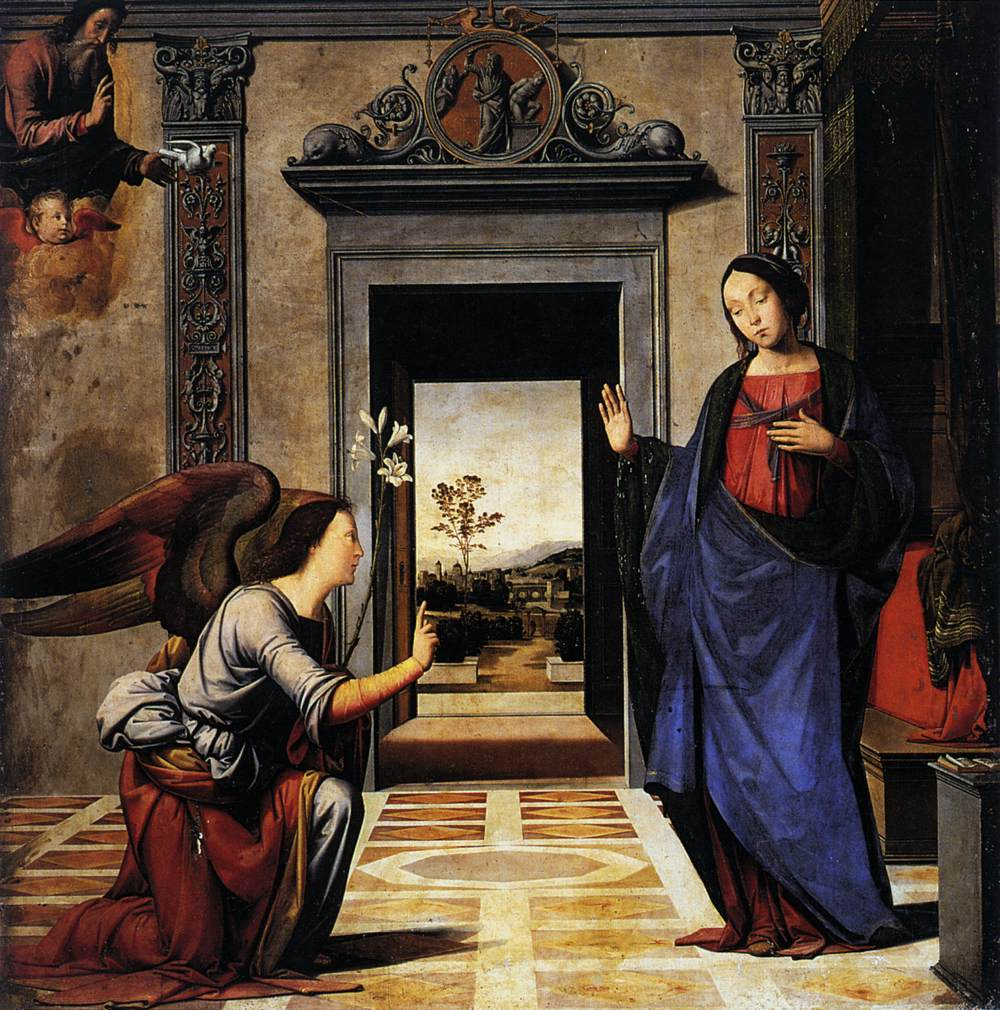
Annunciazione di Volterra

La sua prima opera datata è l'Annunciazione del Duomo di Volterra, in cui mostra influssi di Domenico Ghirlandaio e di Leonardo, del quale adotta il trattamento chiaroscurale; l'opera risale al 1495, nel periodo in cui il domenicano Girolamo Savonarola, priore del convento di San Marco, cercava di imporre una severa moralità alla città di Firenze, attaccando la corruzione dei costumi e le gerarchie ecclesiastiche, finendo per essere scomunicato da papa Borgia nel maggio 1497.
Bartolomeo fu uno degli artisti più influenzati dalla predicazione del frate ferrarese. Ancora Vasari scrisse:
Per via degli strali savonaroliani contro l'amoralità della città, contro le "pitture lascive" e il rinato paganesimo dei neoplatonici, Bartolomeo arrivò a distruggere le sue stesse opere, probabilmente disegni, in cui comparivano "figure dipinte di uomini e donne ignude".
È forse del 1498 il Ritratto di Girolamo Savonarola, al Museo San Marco.
Bartolomeo era tra i presenti nel convento di San Marco quando, l'8 aprile 1498, venne assalito dagli avversari del Savonarola. E in quell'occasione, sempre secondo quanto testimonia Vasari, l'artista spaventato, fece voto di prendere l'abito domenicano se "campava da quella furia".
Dopo la cattura e la prigionia, Savonarola venne bruciato come eretico il 23 maggio 1498 in piazza della Signoria.

### Il Giudizio Universale

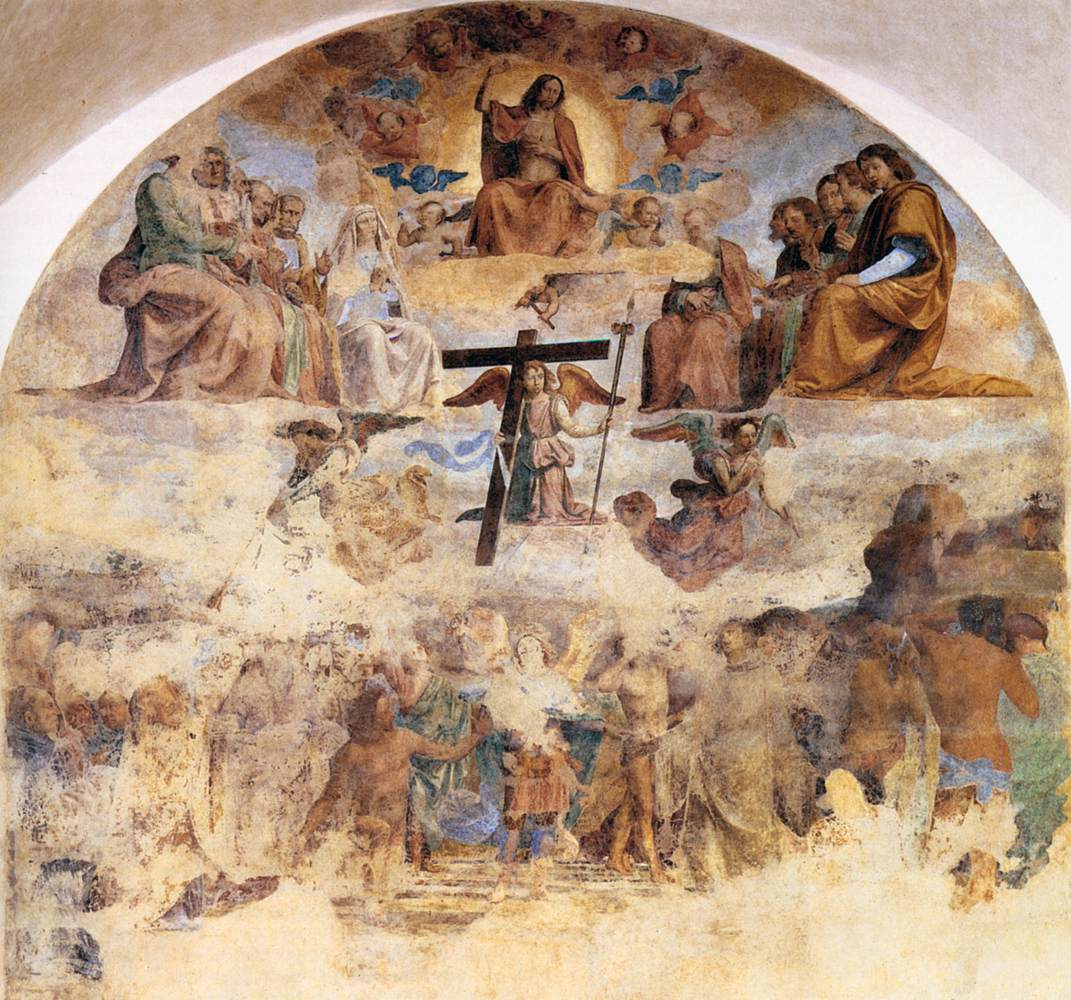
Giudizio Universale

Il 22 aprile 1499 Gerozzo di Monna Vanna Dini gli aveva nel frattempo commissionato, per una cappella del cimitero dell'Ospedale di Santa Maria Nuova, un affresco del Giudizio Universale,
Del grande Giudizio Universale, completato da Mariotto Albertinelli e Giuliano Bugiardini, si può attribuire a Bartolomeo la parte superiore col Cristo, gli Apostoli e gli angeli che suonano le trombe del Giudizio; la composizione costituì poi un modello per la Disputa del Sacramento di Raffaello. L'opera non fu terminata da Baccio poiché il 26 luglio 1500 si fece frate a Prato, nel convento di San Domenico, lasciando ogni suo bene al fratello Piero; nel dicembre del 1501 tornò poi al convento fiorentino di San Marco.

### Ritorno alla pittura

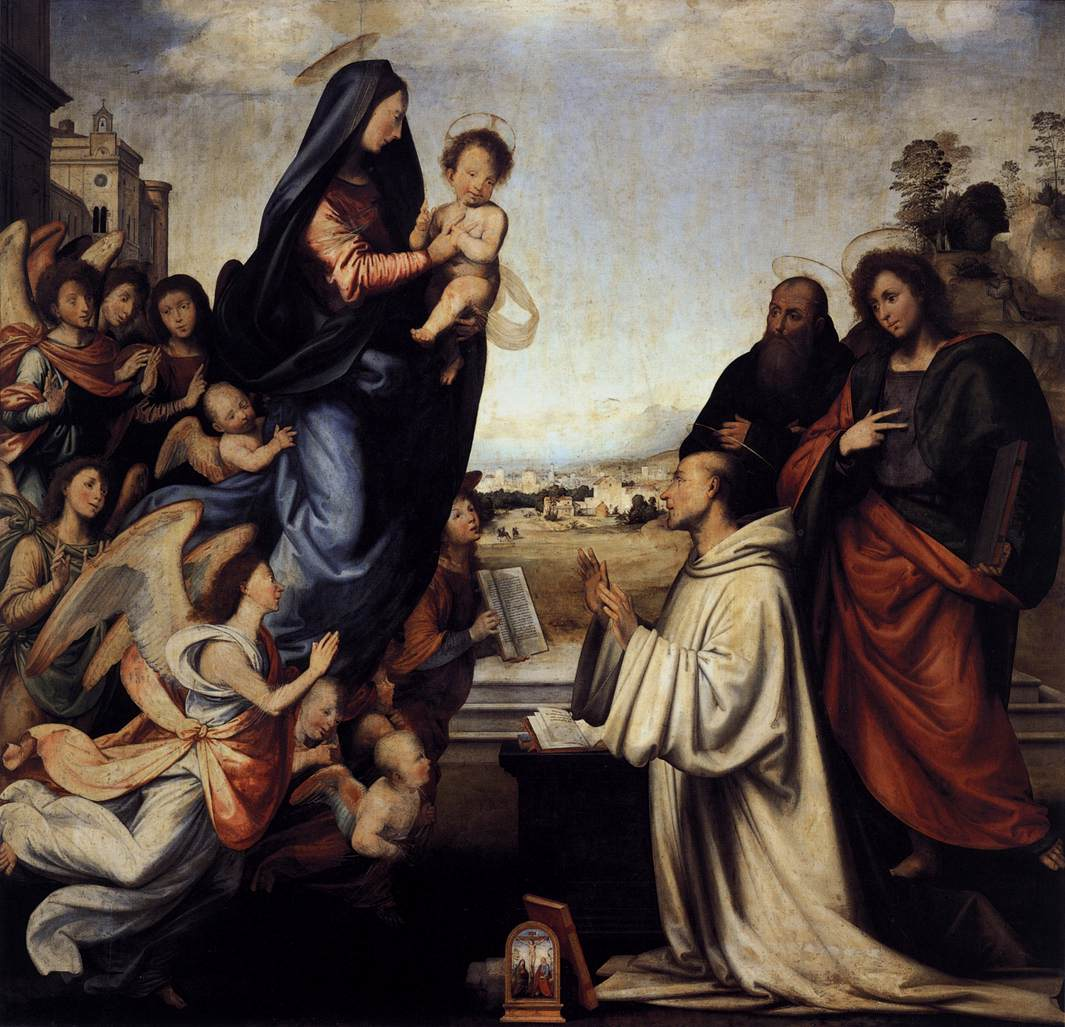
Apparizione della Vergine a san Bernardo

Sollecitato dal suo stesso priore che e' facesse qualche cosa di pittura, et era già passato il termine di quattro anni che egli non aveva voluto lavorar nulla, nel 1504 Fra Bartolomeo ritornò al lavoro, aprendo un piccolo atelier nello stesso convento di San Marco. Essendo frate tutti i suoi guadagni andavano nelle casse del proprio convento, fatti salvi i costi per i colori e gli altri strumenti.

Il 18 maggio 1504 si impegnò con Bernardo Bianco a dipingere una pala con l'Apparizione della Vergine a san Bernardo oggi agli Uffizi, per la sua cappella di famiglia nella Badia Fiorentina. Scrisse ancora Vasari a proposito: 
La tavola fu finita nel 1507, dopo che il committente ebbe saldato i pagamenti arretrati.

### L'amicizia con Raffaello
Nel 1504 il giovane Raffaello Sanzio si stabilì a Firenze, desideroso di studiare le novità di Leonardo e Michelangelo di cui gli era giunta eco. Qui strinse amicizia con alcuni artisti locali, tra cui lo stesso Fra Bartolomeo. Vasari stesso ricorda lo stretto legame tra i due: 
Le influenze reciproche tra i due pittori sono uno degli argomenti più complessi degli studi sul soggiorno fiorentino di Raffaello. Sicuramente gli scambi furono reciproci: Raffaello apprese da Bartolomeo una rinnovata e posata monumentalità, visibile in opere come la Trinità e santi che ripescava lo schema del Giudizio Universale di Fra Bartolomeo; il frate a sua volta restò influenzato dalla misura classica di Raffaello e dal suo colorire ardente ed elegante, dall'equilibrio della composizione, che esaltava la rappresentazione della luce e i suoi effetti sulle forme e il movimento.
La misura di questi scambi, e le ipotesi su se prevalsero da una direzione verso l'altra o viceversa, sono ancora argomento di studio e ricerca. Francesco Algarotti definisce Fra Bartolomeo «discepolo e maestro insieme di Raffaello»

### Venezia

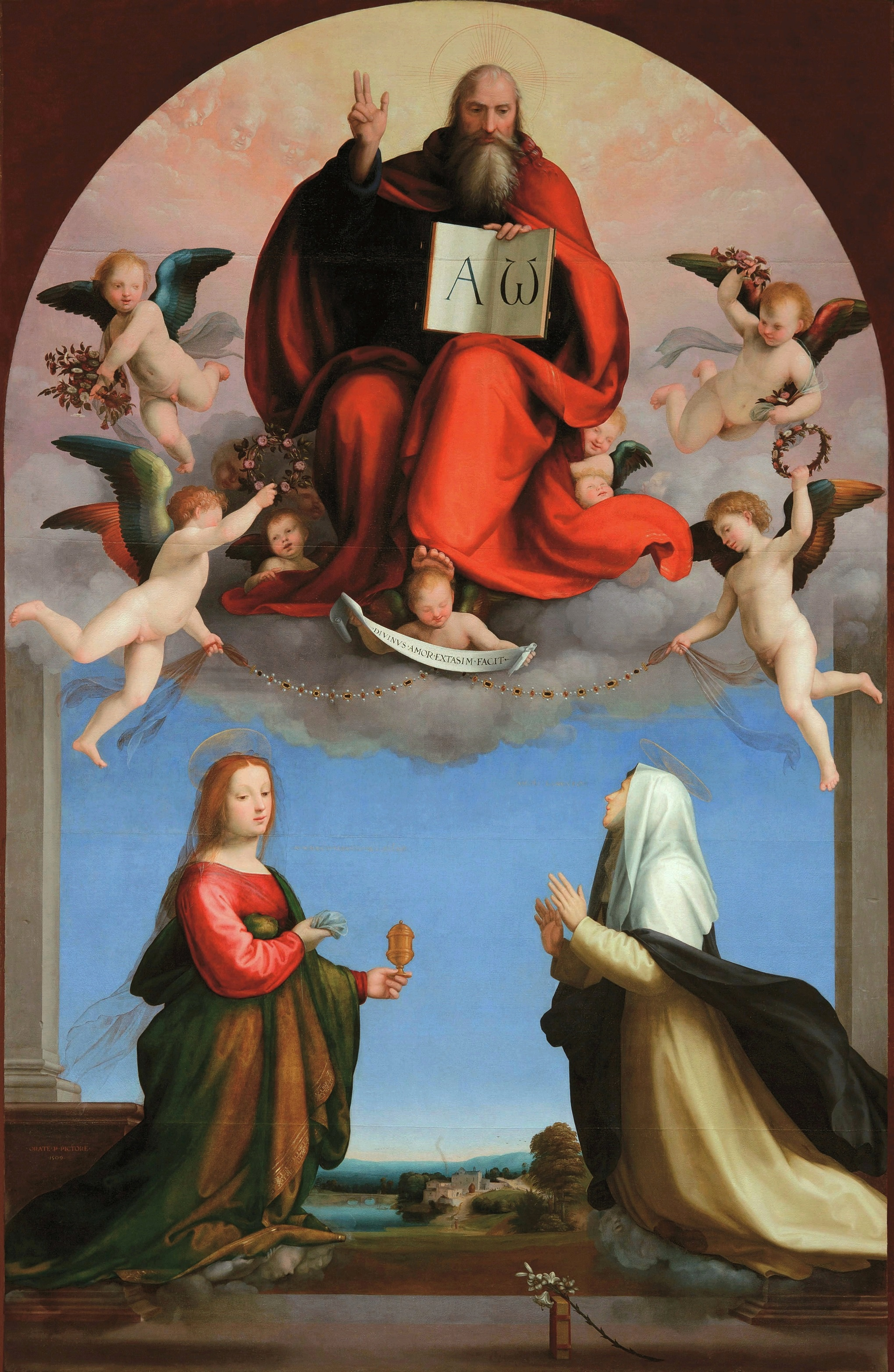
Dio Padre in gloria tra le sante Maria Maddalena e Caterina da Siena

All'inizio del 1508 Fra Bartolomeo si recò a Venezia, ufficialmente per accordarsi sulla pittura di un Dio Padre in gloria tra le sante Maria Maddalena e Caterina da Siena per i domenicani di San Pietro Martire a Murano. L'occasione fu anche una preziosa opportunità per aggiornare il proprio stile sulle novità veneziane di Giovanni Bellini e Giorgione, nonché venire in contatto con lo straordinario emporio dei colori veneziano, che lasciò segni indelebili nella sua tavolozza.
Problemi con i pagamenti fecero sì che l'artista se ne partisse da Venezia portandosi dietro la tavola, che finì a Lucca. Sempre a Lucca, nell'ottobre 1509, con Mariotto Albertinelli dipinse per l'Opera del Duomo la pala della Madonna col Bambino tra i santi Stefano e Giovanni Battista.

### Grandi pale d'altare

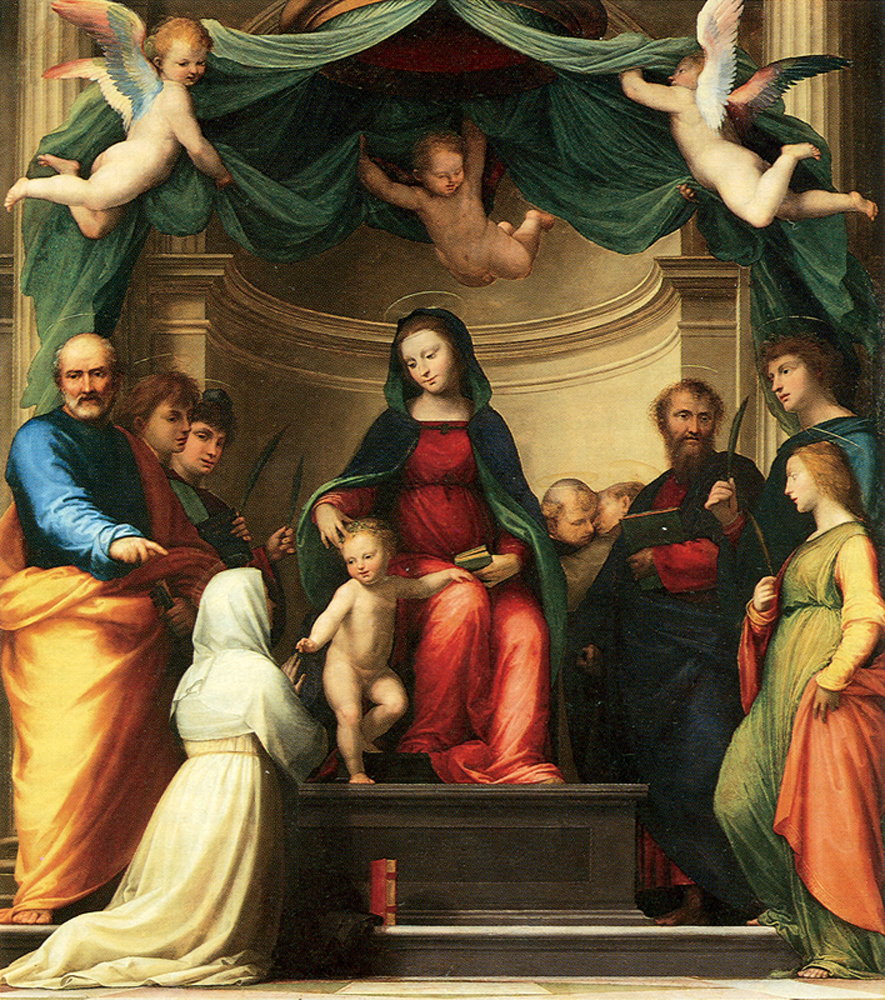
Matrimonio mistico di santa Caterina da Siena (1511)

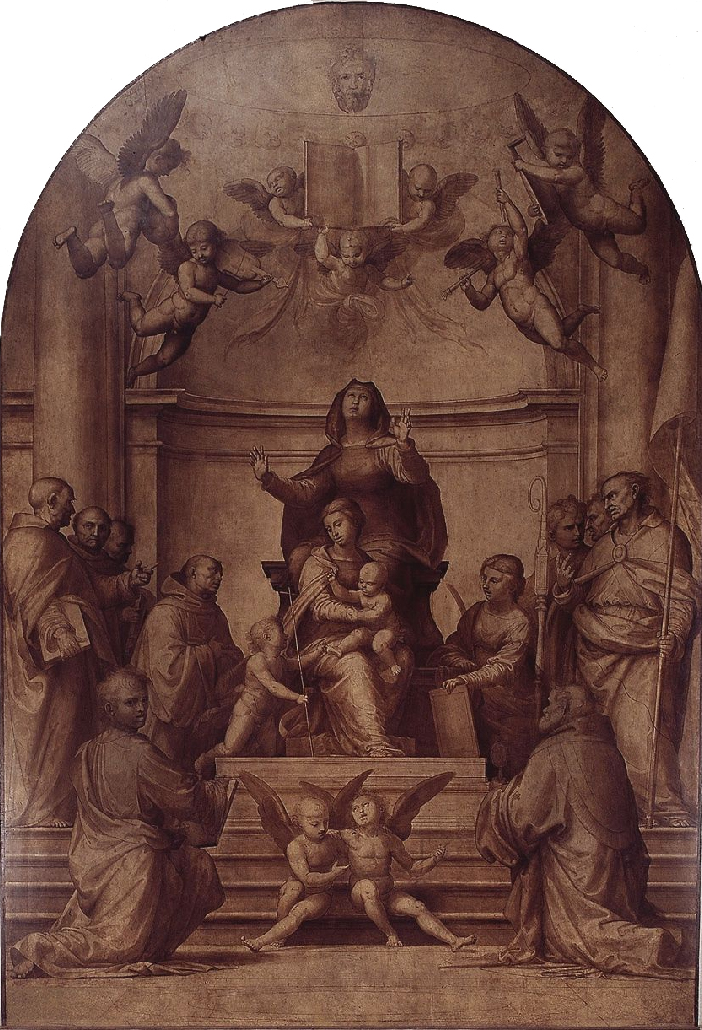
Pala del Gran Consiglio

Il 26 novembre 1510 ottenne l'importante commissione pubblica della pala per la Sala del Consiglio di Firenze, ora nel Museo di San Marco: 
In quest'opera, mai terminata, sono evidenti le influenze raffaellesche, derivate dalla Madonna del Baldacchino.
Nel 1512 portò a termine con l'Albertinelli la Pala Ferry Carondelet per la Cattedrale di Besançon; nello stesso anno il governo fiorentino donò a Jacques Hurault, vescovo di Autun e ambasciatore del re di Francia, il Matrimonio mistico di santa Caterina da Siena, ora al Louvre, composta l'anno prima e firmata “Orate Pro Pictore MDXI Bartholom Floren”.

In cambio di questa, ne fece un'altra analoga in San Marco, 

### Roma
Interrotta il 5 gennaio 1513 la collaborazione con l'Albertinelli, Bartolomeo andò a Roma a dipingere i Santi Pietro e Paolo, ora nella Pinacoteca Vaticana, su incarico di fra Mariano Fetti, ma poiché 
In realtà si tratta di opere dove la monumentalità mistica dei personaggi è forte più che mai, entro una resa sensibile della natura e del paesaggio.
A detta del Vasari il confronto con le opere di Michelangelo e Raffaello in Vaticano lo lasciò turbato: nelle opere successive al suo rientro a Firenze il suo stile si ripiegò su sé stesso, diminuendo il vigore e l'entusiasmo innovativo.

### Ultime opere

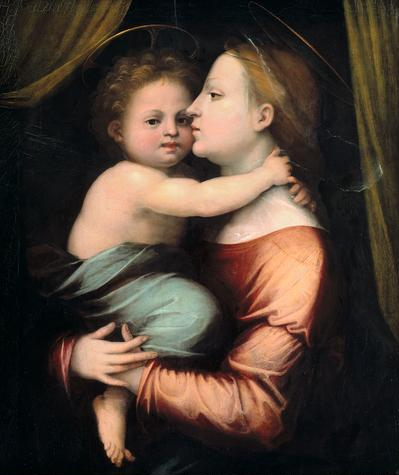
Madonna col Bambino (1514-1516)

Di ritorno da Roma, nel 1514 dipinse il San Marco evangelista di Palazzo Pitti e gli affreschi di due Madonne, mentre il 4 ottobre 1515 finì l'affresco di una Annunciazione al Pian del Mugnone. Per la chiesa di San Romano di Lucca produsse la Madonna della Misericordia, oggi nel Museo nazionale Guinigi, 
Il 23 maggio 1516, a Ferrara, curiosamente accettò da Alfonso I d'Este una commissione profana, l'unica di cui si abbia notizia, una Festa di Venere, che non dipinse ma della quale resta il disegno; in compenso, in una lettera del 14 giugno 1517, promise al duca tre quadri di soggetto religioso.
Nel 1517 terminò l'affresco del Noli me tangere per il convento di Pian del Mugnone, l'ultima sua opera.
Secondo Vasari il frate morì per colpa della sua golosità di frutta, dopo un'indigestione di fichi. Dopo una febbre durata quattro giorni, morì a quarantacinque anni, venendo sepolto dai frati in San Marco.
La sua eredità stilistica si andò perdendo a Firenze, dove invece si affermavano le stravaganze manieriste, ma venne ripresa a lungo nell'ambito della pittura religiosa provinciale, con seguaci come Fra Paolino, suor Plautilla Nelli e suor Eufrasia Burlamacchi, diventando una delle componenti fondamentali della pittura controriformata.

## Valutazione critica

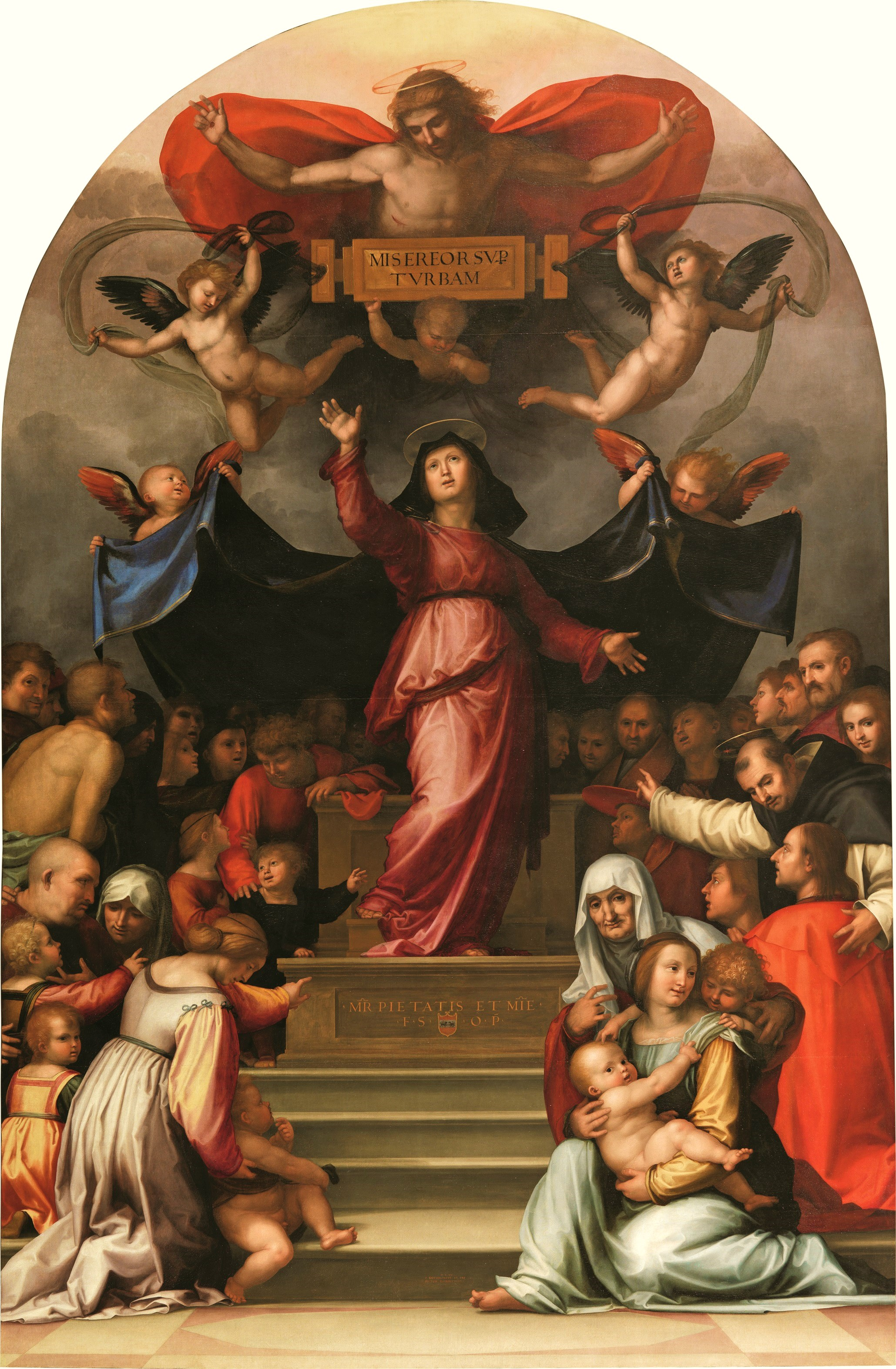
Madonna della Misericordia (1515)

Le sue prime opere riflettono lo stile dell'assistente di Cosimo Rosselli, Piero di Cosimo, dal quale egli prese la delicatezza della linea e l'interesse per la pittura fiamminga, di Ghirlandaio e Filippino Lippi. Successivamente si avvicinò a Raffaello, infondendo una nuova monumentalità alle sue opere.
A Venezia dovette rimanere impressionato soprattutto dalle opere di Giovanni Bellini, che gli trasmise una nuova resa atmosferica della luce e del colore.
Anche le sue Sacre Conversazioni, prodotte dal 1509 al 1513, traggono ispirazione dalle pale belliniane delle chiese veneziane di San Giobbe e di San Zaccaria, dove la Madonna in trono, entro un'abside e incoronata da un baldacchino, è circondata da santi. Successivamente, durante la sua permanenza a Roma, Bartolomeo ebbe l'opportunità di conoscere le opere romane di Raffaello e Michelangelo che lo influenzeranno per tutto il resto della vita.
Il programma di fra Bartolomeo è di ribadire la finalità religiosa della pittura, aggiornandone il contenuto con le forme espresse dai migliori artisti del suo tempo: lo sfumato di Leonardo, il plasticismo di Michelangelo, il caldo colorismo di Bellini, di Giorgione e del giovane Tiziano e l'equilibrio compositivo di Raffaello; in questo modo il messaggio devozionale non potrà che essere meglio compreso e perciò accolto più favorevolmente.
Nella Visione di san Bernardo le cose mantengono la solidità del reale, normalizzando il miracolo a fatto quotidiano, enfatizzato soltanto dall'imponenza delle forme michelangiolesche.
Anche nella Madonna della Misericordia vi è una “reale” apparizione al centro della tela di Cristo, degli angeli e della Madonna, persona fra persone, nell'enfasi del gesto mediatore fra la misericordia divina e la folla inginocchiata; il gruppo del Bambino con la Madonna e Sant'Anna, in primo piano, raccorda la realtà della presenza del Cristo in terra con la sua sussistenza in cielo, mostrando l'attualità della sua presenza, ma si risolve in una citazione della famosa tavola di Leonardo.
In queste due tele Bartolomeo mostra bene che cosa egli intenda per rappresentazione religiosa: “il quadro davanti a cui il popolo prega non è l'oggetto ma lo strumento del culto, come il suono dell'organo, che induce in tutti il medesimo stato di commozione, la stessa disposizione alla preghiera”.
Benché la sua pittura rimandi alle grandi correnti pittoriche del suo tempo ma solo “sul piano del compromesso e non del confronto dialettico, la funzione storica di fra Bartolomeo è importante. Nella sua oratoria sacra v'è qualcosa dell'ardore e della fierezza del Savonarola e vi si mescola, anche per l'audace richiamo a Leonardo e a Michelangelo” (Giulio Carlo Argan).

## Opere

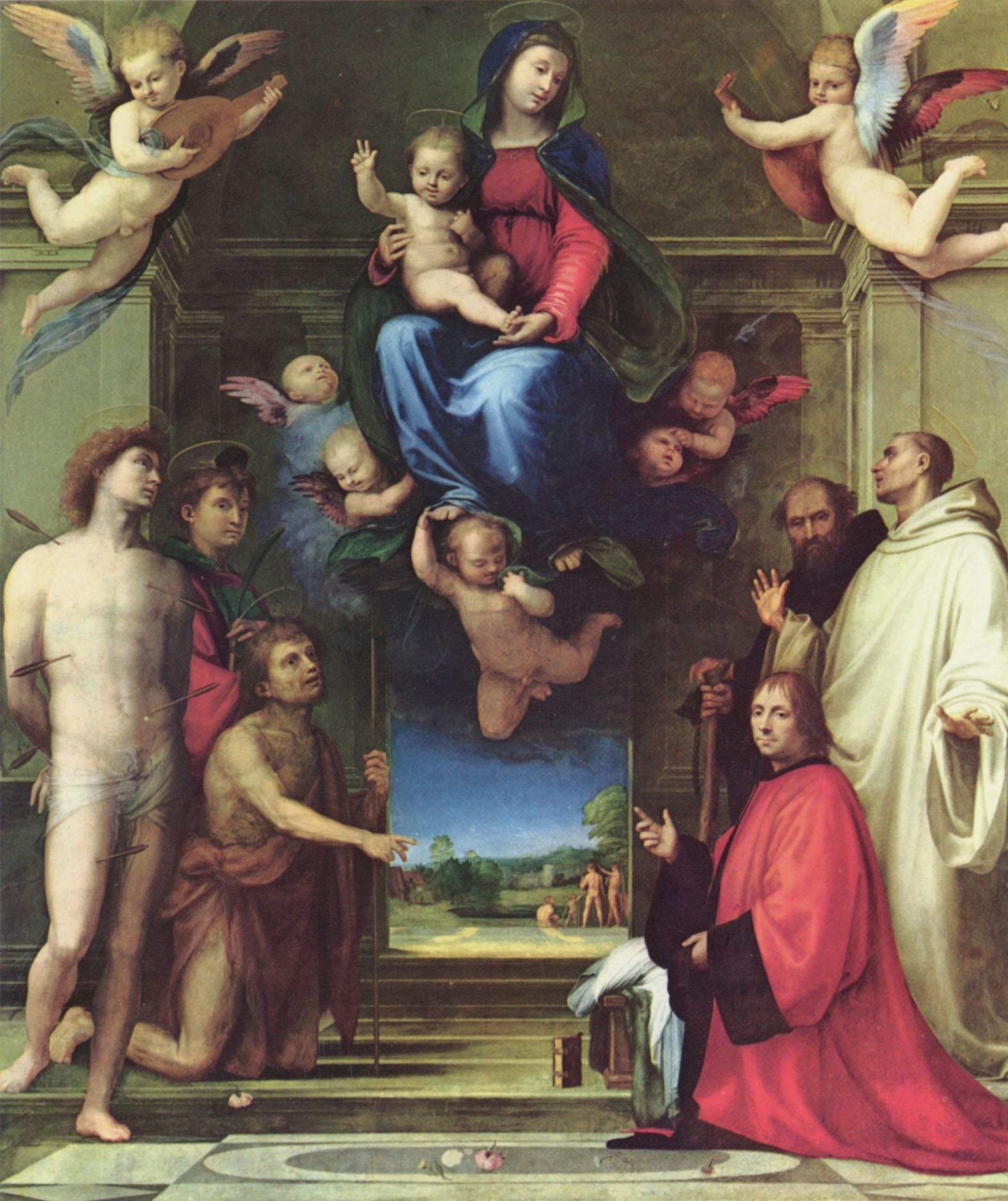
Pala Carondolet (1512), Besançon, Cattedrale

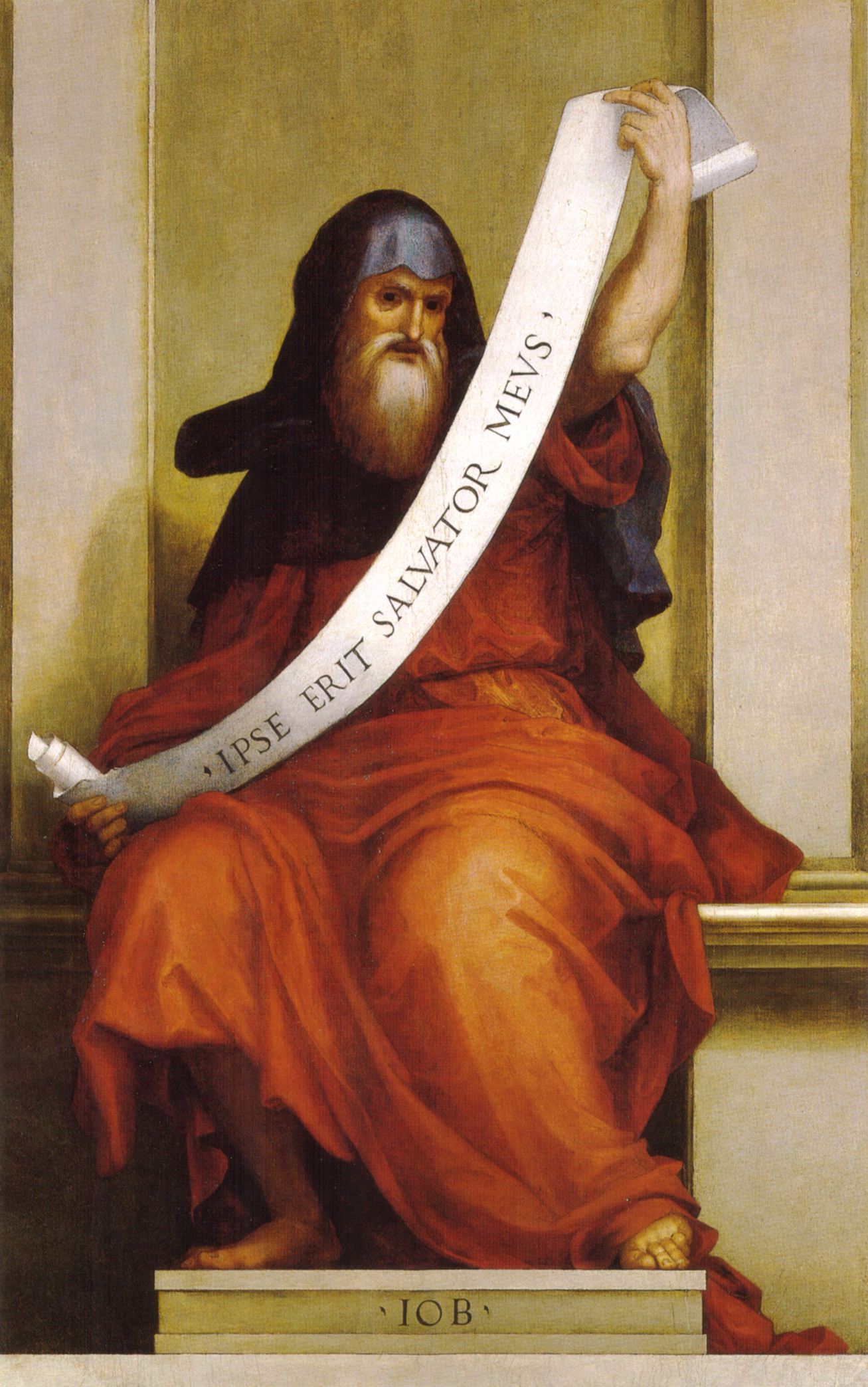
Giobbe (1516 circa)

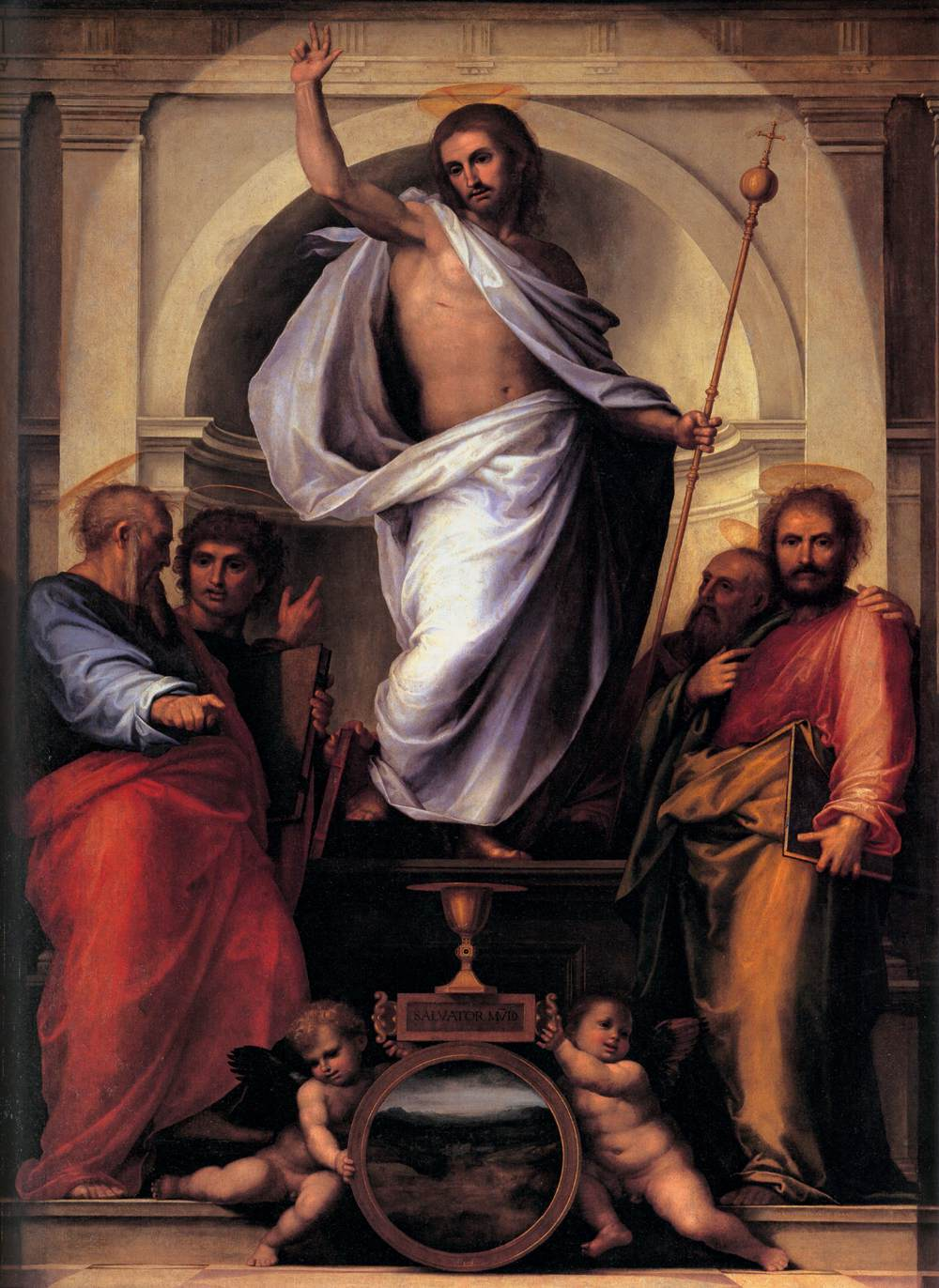
Cristo tra i quattro evangelisti (1516)

- Porzia, 1490-1495 circa, olio su tavola, 108x52 cm, Firenze, Galleria degli Uffizi
- Minerva, 1490-1495 circa, olio su tavola, 117x59 cm, Parigi, Museo del Louvre
- Madonna col Bambino e san Giovannino, 1497 circa, tempera su tavola, New York, Metropolitan Museum
- Annunciazione, 1497, tempera su tavola, 176x170 cm, Volterra, Duomo
- Ritratto di Girolamo Savonarola, 1498 circa, olio su tavola, 47x31 cm, Firenze, Museo di San Marco
- Adorazione del Bambino, 1499 circa, tempera su tavola, diam. 89 cm, Roma, Galleria Borghese
- Giudizio Universale, 1499, affresco staccato, Firenze, Museo di San Marco
- Tabernacolo Del Pugliese, 1500 circa, tempera su tavola, 31x30 cm, Firenze, Galleria degli Uffizi
- Riposo durante la Fuga in Egitto, 1500 circa, tempera e olio su tela, 135x114 cm, Pienza, Palazzo Vescovile
- Apparizione della Vergine a san Bernardo, 1504-1507, olio su tavola, 213x220 cm, Firenze, Galleria degli Uffizi
- Sacra Famiglia con san Giovannino, 1505-1506, olio, Madrid, Museo Thyssen-Bornemisza
- Noli Me Tangere, 1506 circa, olio su tavola, 57x48 cm, Parigi, Museo del Louvre
- Cena in Emmaus, 1506 circa, affresco, Firenze, Museo di San Marco
- Sacra Famiglia con san Giovannino, 1506-1507, olio su tavola, 62x47 cm, Madrid, Museo Thyssen-Bornemisza
- Ecce Homo, 1508 circa, affresco, Firenze, Galleria Palatina
- Assunzione di Maria, 1508, olio su tavola, già a Berlino, Kaiser-Friedrich-Museum, distrutto nel 1945,
- Ecce Homo tra i santi Maddalena, Antonio, Giovanni Battista, Caterina da Siena, Caterina d'Alessandria, Tommaso d'Aquino e Domenico, 1508-1511, affresco, Firenze, Museo di San Marco, con aiuti
- Dio Padre in gloria tra le sante Maria Maddalena e Caterina da Siena, 1509, olio su tavola trasferito su tela, 361x236 cm, Lucca, Museo nazionale di Villa Guinigi
- Sacra conversazione Cambi, 1509, olio su tavola, 234x227,5 cm, Firenze, chiesa di San Marco
- Adorazione dei Magi, 1509 circa, olio, Londra, National Gallery
- Madonna col Bambino tra i santi Stefano e Giovanni Battista, 1509, olio, Lucca, Duomo, con Mariotto Albertinelli
- Adorazione dei Magi, olio, Louisville, Speed Art Museum
- Sacra famiglia con san Giovannino, 1509-1512, olio, Lewes (Sussex), Gage Collection,
- Pala del Gran Consiglio, 1510, olio su tavola, 444x308 cm, Firenze, Museo di San Marco
- Creazione di Eva, 1510 circa, olio, Seattle, Collezione Kress
- Sacra Famiglia, 1510, olio, Milano, Museo Poldi Pezzoli
- Matrimonio mistico di santa Caterina da Siena, 1511, olio su tavola, 257x228 cm, Parigi, Museo del Louvre
- Madonna col Bambino e i santi Pietro e Paolo, 1511, olio, Pisa, chiesa di Santa Caterina
- Compianto sul Cristo morto, 1511-1512, olio su tavola, 158x199 cm, Firenze, Galleria Palatina
- Madonna in gloria con santi e donatore (Pala Ferry Carondelet), 1512, olio su tavola, Besançon, Cattedrale, con Mariotto Albertinelli
- Matrimonio mistico di santa Caterina da Siena e santi, 1512, olio su tavola, 356x270 cm, Firenze, Galleria Palatina
- San Vincenzo Ferrer, 1512, olio, Firenze, Museo di San Marco
- Incoronazione di Maria, 1512, olio, Stoccarda, Staatsgalerie, con l'Albertinelli
- Sacra conversazione, 1512, olio su tavola, Firenze, Galleria dell'Accademia
- Cristo sorretto da due angeli, 1514, olio su tavola, Arezzo, Casa Vasari
- Madonna Del Monte, 1514, affresco staccato, 127,5x86 cm, Firenze, Museo di San Marco
- Madonna di Santa Maria Maddalena alle Caldine, 1514, affresco staccato, 122,5x89 cm, Firenze, Museo di San Marco
- Deposizione, 1514 circa, olio, Firenze, Museo di San Marco
- Santi Domenico, Tommaso, Vincenzo Ferrer e Ambrogio Sansedoni, 1514, affresco, Firenze, Museo di San Marco
- Incarnazione con sei santi, 1515, tavola, 96x76 cm, Parigi, Museo del Louvre
- Madonna della Misericordia, 1515, olio su tela, Lucca, Museo nazionale di Villa Guinigi
- San Marco, 1515, olio su tavola trasportato su tela, 352x212 cm, Firenze, Galleria Palatina
- San Sebastiano, 1515, olio su tavola, Bézenac (Francia), collezione Alaffre
- Madonna col Bambino e quattro angeli, 1515, olio, San Pietroburgo, Ermitage
- Madonna col Bambino e San Giovannino (attr.), 1516 circa, olio su tela, Londra, National Gallery
- Madonna col Bambino, 1516 circa, olio, Grenoble, Musée de Peinture et Sculpture
- Cristo coronato di spine, affresco su terracotta, 52x37 cm, Firenze, Museo di San Marco
- Santi Francesco e Domenico abbracciati, 1516, affresco, Pian di Mugnone (Fiesole), chiesa di Santa Maria Maddalena,
- Salvator Mundi con i quattro evangelisti, 1516 circa, olio su tavola trasportato su tela, 203,5x282 cm, Firenze, Galleria Palatina
- Isaia, 1516 circa, olio su tavola, 168x108 cm, Firenze, Galleria dell'Accademia
- Giobbe, 1516 circa, olio su tavola, 168x108 cm, Firenze, Galleria dell'Accademia
- Madonna col Bambino, Elisabetta e san Giovannino, 1516, olio, Richmond upon Thames, Cook Collection,
- Sacra Famiglia, 1516, olio, Roma, Galleria Nazionale d'Arte Antica
- Assunzione della Vergine con san Giovanni Battista e santa Caterina d'Alessandria, 1516, olio, Napoli, Museo nazionale di Capodimonte
- Trionfo di Venere, 1516 circa, carboncino su carta, 22x29 cm, Firenze, Gabinetto dei Disegni e delle Stampe
- Presentazione al Tempio, 1516, olio, Vienna, Kunsthistorisches Museum
- Ratto di Dina, 1517, olio, Vienna, Kunsthistorisches Museum, con Giuliano Bugiardini